# Gaston Ramon

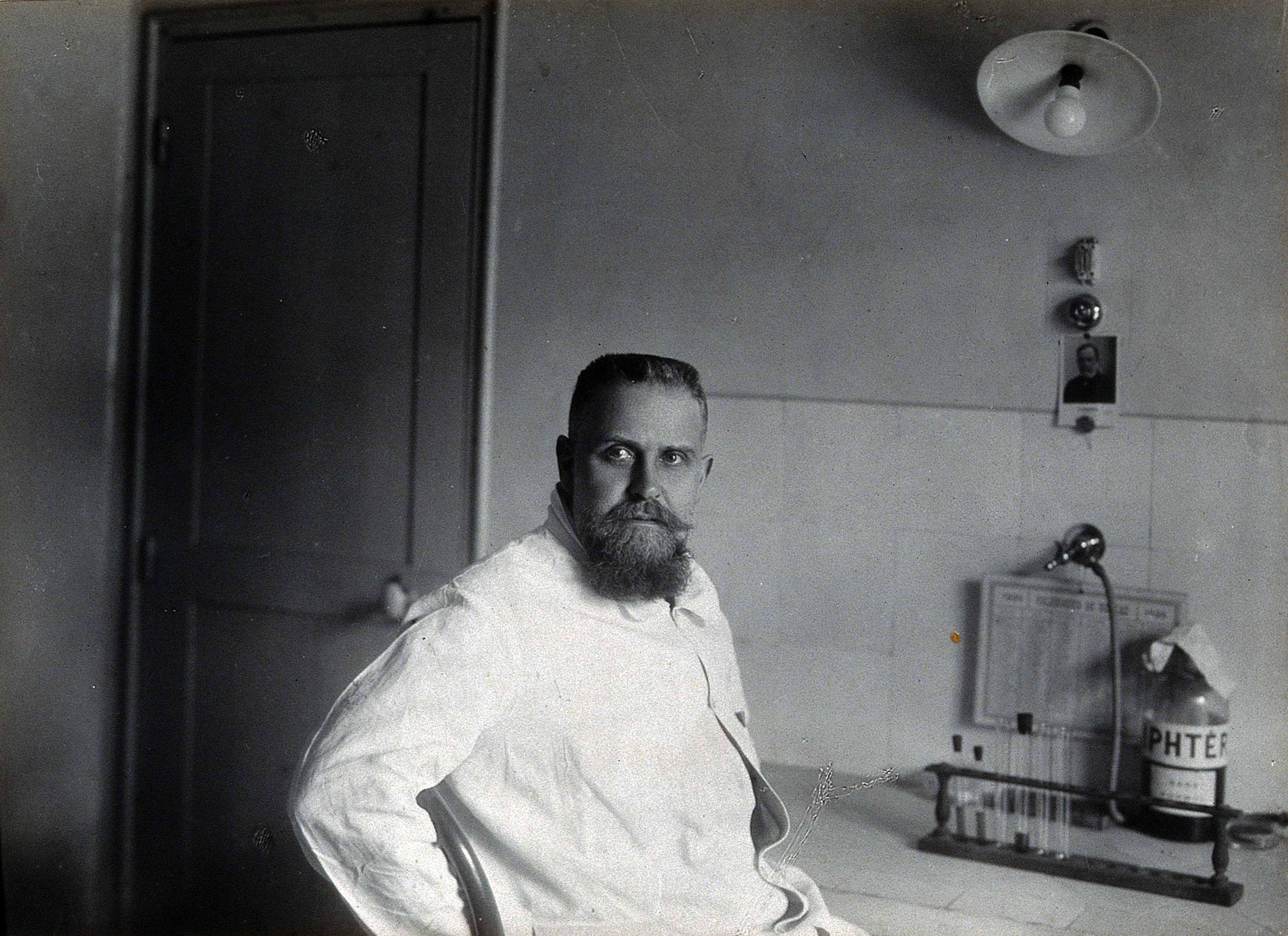
Gaston Ramon, 1932

Gaston Léon Ramon (* 30. September 1886 in Bellechaume; † 8. Juni 1963 in Paris) war ein französischer Veterinärmediziner und Immunologe, bekannt als Entwickler von Toxoidimpfstoffen gegen Diphtherie und Tetanus. Er prägte hierfür die Bezeichnung Anatoxin.
Ramon war der Sohn eines Bäckers, besuchte die Schule in Sens und studierte 1906 bis 1910 an der École nationale vétérinaire d’Alfort. Durch den Schuldirektor kam er in Kontakt mit Émile Roux, der ihn 1910 ans Institut Pasteur in Garches bei Paris holte. Dort war er zunächst als Laborassistent für ihn tätig.
Im Ersten Weltkrieg machte er Impfstoffe haltbar und sicherer durch Behandlung mit Formaldehyd. Gleichzeitig war er im Labor von Maurice Nicolle, dem Bruder von Charles Nicolle. 1920 erhielt er die Erlaubnis von Roux, ein eigenes Labor im Rahmen des Institut Pasteur in Garches zu leiten. Dort entwickelte er Anti-Toxine gegen das Diphtherietoxin und Tetanustoxin sowie Methoden, deren Wirksamkeit zu testen. Für die Entwicklung von Impfstoffen gegen das Diphtherietoxin schwächte er das Toxin durch Behandlung mit Formaldehyd und Hitze ab unter Erhalt der immunologischen Eigenschaften. Mitte der 1920er Jahre testete er seinen Tetanusimpfstoff am Menschen und entwickelte auch kombinierte Impfstoffe.
1926 wurde er Leiter des Zweiginstituts des Institut Pasteur in Garches, was er bis 1944 blieb. 1934 bis 1940 war er stellvertretender Leiter des Institut Pasteur in Paris unter dem Direktor Louis Martin. 1937 bis 1940 war er Leiter der gesamten Impfstoffproduktion des Instituts, die insbesondere große Mengen für die französische Armee lieferte. 1940 wurde er dessen Honorardirektor, trat aber schon kurz danach zurück, da er sich mit organisatorischen und finanziellen Reformen nicht durchsetzen konnte. Er wurde 1941 Ehrendirektor des Institut Pasteur und Leiter von deren Immunologie-Abteilung. 1948 verließ er das Institut und wurde Direktor des Office International des Epizooties in Paris.
Im Jahr 1933 wurde er zum Mitglied der Leopoldina, 1934 wurde er in die französische Akademie für Medizin gewählt (deren Clotilde-Liard-Preis er 1924 erhielt) und wurde Mitglied des staatlichen Serumkomitees. 1943 wurde er Mitglied der Académie des sciences, deren Bréant-Preis er 1925 und deren General-Muteau-Preis er 1937 erhielt. Zudem wurde er mit dem Großkreuz der Ehrenlegion Frankreichs ausgezeichnet.
Er war seit 1917 mit Marthe Momont verheiratet, einer Großnichte Roux’. 1950 erhielt er den Emil-von-Behring-Preis.
Zwischen 1930 und 1952 wurde er über 150-mal für den Nobelpreis für Physiologie oder Medizin vorgeschlagen, schaffte es aber nie diesen wie den ebenfalls häufig nominierten Roux zu erhalten. Dies liegt möglicherweise daran, weil die Nominierungen überwiegend nur aus Frankreich kamen. Ein anderer Grund wird vom Virologen und ehemaligem Sekretär der Königlichen Schwedischen Akademie der Wissenschaften Erling Norrby angeführt, wonach mehrere Nobelpreise bereits für Entdeckungen im Umfeld der Immunologie sowie Infektionskrankheiten vergeben wurden. Ramon war Autor von über 900 wissenschaftlichen Publikationen.

## Werke (Auswahl)
- G. Ramon: Floculation dans un mélange neutre de toxine-antitoxine diphtériques. In: C. R. Soc. Biol. Paris. 1922, S. 661–663 (französisch).

- G. Ramon: Sur le pouvoir floculant et sur les propriétés immunisantes d’une toxine diphthérique rendue anatoxique (anatoxine). In: CR Acad Sci (Paris). Band 177, 1923, S. 1338–1340 (französisch).

- G. Ramon: Sur la production des antitoxins. In: CR Acad. Sci. (Paris). Band 181, 1925, S. 157–159 (französisch).

- G. Ramon: L'anatoxine diphtérique. Ses propriétés - ses applications. In: The Annales de l'Institut Pasteur (Paris). Band 42, 1928, S. 959–1009 (französisch).